# 婆沙庄
婆沙庄是中国广东省广州市从化区的一个自然村。在太平镇东面约7千米，属飞鹅村管辖。清朝时建村。1998年时，全村人口162人。